# Куслий, Артём Владимирович
Артём Влади́мирович Кусли́й (укр. Артем Володимирович Куслій; род. 7 июля 1981, Днепропетровск, СССР) — украинский футболист и тренер. Вице-чемпион Европы среди юниоров (2000), бронзовый призёр чемпионата Украины (2003/04), финалист Кубка Украины (2003/04).

## Игровая карьера
Воспитанник днепропетровской СДЮШОР «Днепр-75», первый тренер — А. И. Бурганов. С 1998 года играл в днепропетровском «Днепре». В высшей лиге дебютировал 21 мая 2000 года в игре против винницкой «Нивы». Так как в составе «Днепра» было не менее трёх равноценных вратарей, Куслий не всегда проходил в основной состав. Играл за «Днепр-2» и «Днепр-3», находился в аренде в «Уралане». В августе 2007 года получил травму, после которой восстанавливался почти месяц. Когда снова набрал форму, понял, что завоевать место в составе будет сложно и принял предложение Валерия Городова уйти в аренду в «Нефтяник-Укрнефть». Играя за ахтырцев, вновь тяжело травмировался в столкновении с Фернандиньо. В следующем сезоне играл в криворожском «Кривбассе». После окончания аренды проходил просмотры в «Таврии» и «Ильичёвце», но из-за обнаружившихся проблем со здоровьем, был вынужден завершить карьеру.

## Карьера в сборной
Вызывался в юношеские и молодёжную сборные Украины. Входил в состав сборной 1981 года рождения, которая заняла второе место на чемпионате Европы среди юношей до 18 лет, проходившем в 2000 году в Германии. По ходу турнира украинцы проиграли лишь одну игру — финальный матч французским одногодкам. Игрок молодёжной сборной Украины (провел 4 матча, пропустил 5 мячей).

## Тренерская карьера
С 2010 года работал помощником тренера молодёжной команды в «Днепре».